# Schwarzgesäumter Besenginsterspanner

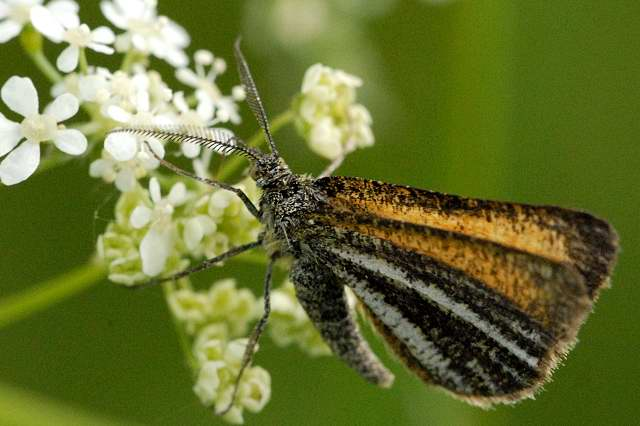
Flügelunterseite

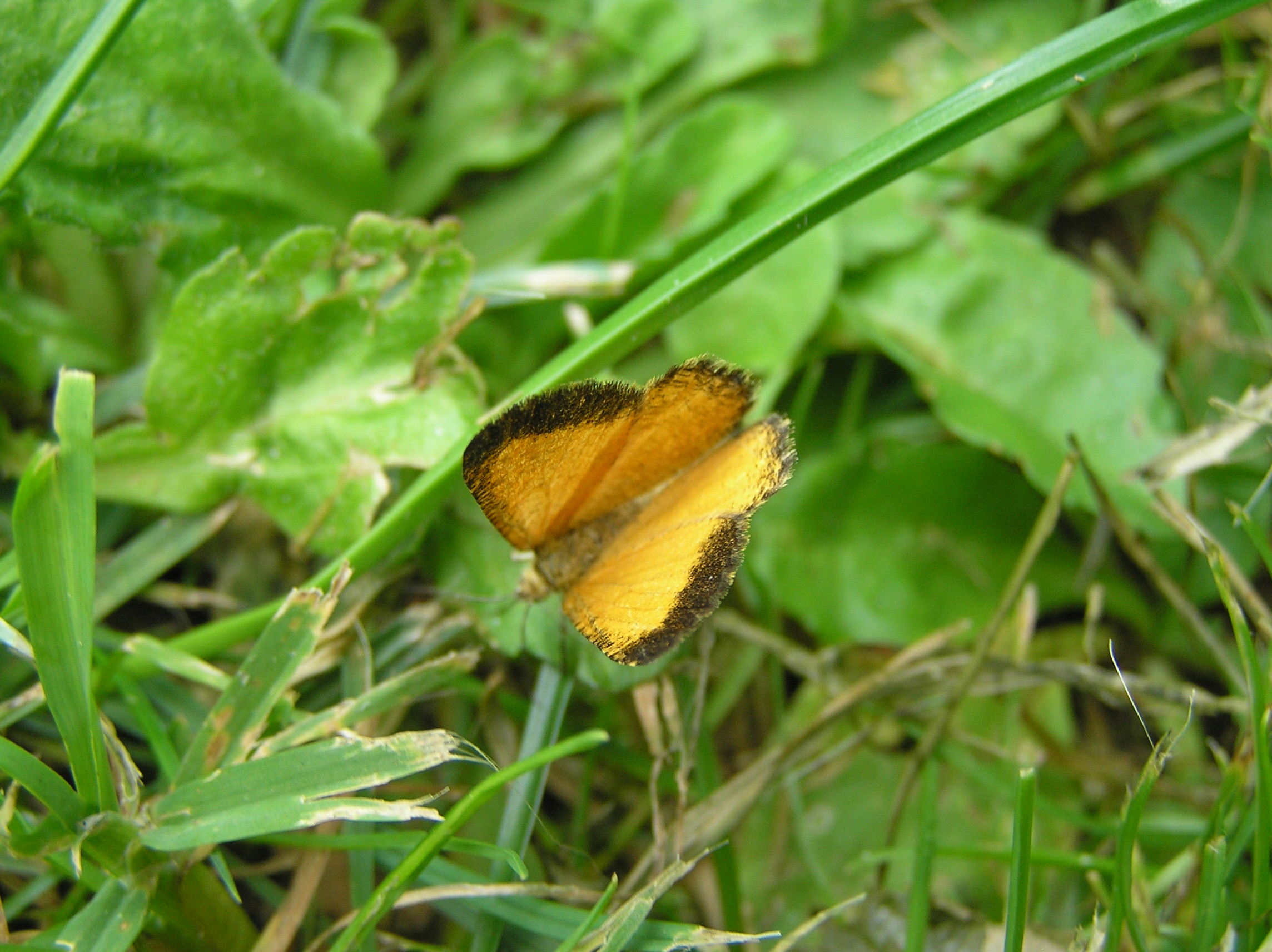
Falter in der Vegetation

Der Schwarzgesäumte Besenginsterspanner (Isturgia limbaria), auch Gelber Ginsterkrautspanner oder Gelber Besenginsterspanner genannt, ist ein Schmetterling (Nachtfalter) aus der Familie der Spanner (Geometridae).

## Merkmale

### Falter
Die Falter erreichen eine Flügelspannweite von 22 bis 28 Millimetern. Die Vorderflügel sind gelb oder orange-gelb gefärbt und wenig dunkel bestäubt. Sie zeigen einen namengebenden schwarzen Saum. Am Vorderrand befindet sich eine schwach ausgeprägte, unscharf begrenzte dünne schwarze Linie. Die Hinterflügel sind leicht schwärzlich bestäubt und haben ein verwischtes schwarzes Saumband. Auffallend sind die weißen Längsstreifen auf der Hinterflügelunterseite. Bei der in den Südostalpen fliegenden ssp. rablensis sind diese Streifen etwas schwächer ausgebildet. Die Fühler der Männchen sind gekämmt, diejenigen der Weibchen fadenförmig.

### Ei
Das Ei ist schlank, von grünlicher Farbe, am Pol weiß und mit kleinen rötlichbraunen Flecken versehen. Die Mikropylrosette ist siebenblättrig.  Auf den Ecken der stark wellenförmigen Rippen stehen kleine Warzen.

### Raupe
Erwachsene Raupen sind grün oder braun gefärbt und zeigen gelbliche Längslinien sowie breite, weißgelbe Seitenstreifen.

### Puppe
Die braune Puppe hat einen kegelförmigen Kremaster, der mit zwei aufwärts gekrümmten Dornen versehen ist.

### Ähnliche Arten
Die Falter von Isturgia roraria unterscheiden sich durch die stärkere dunkle Bestäubung auf Vorder- und Hinterflügeln. Das schwarze Saumband ist schwächer ausgeprägt. Hauptunterschied sind die fehlenden weißen Längsstreifen auf der Hinterflügelunterseite.

## Geographische Verbreitung und Vorkommen
Der Schwarzgesäumte Besenginsterspanner kommt in Westeuropa lokal vor. In den Südalpen steigt er bis in Höhen von 2000 Metern. Hauptlebensraum sind trockene Sand- und Heidegebiete, buschige Hänge sowie Waldränder und Lichtungen.

## Lebensweise
Die tagaktiven Falter bilden zwei Generationen im Jahr. Die erste Generation fliegt von Mitte Mai bis Ende Juni, die zweite Generation von Ende Juli bis Mitte August. Bei Sonnenschein fliegen die Falter in schnellem Flug und ruhen mit nach oben geklappten Flügeln in der Vegetation. Sie wurden saugend an den Blüten von Wasserdost (Eupatorium), Weißem Steinklee (Melilotus albus) und Weiß-Klee (Trifolium repens) beobachtet. Die Raupen ernähren sich von Besenginster (Cytisus scoparius), seltener auch von anderen Ginsterarten (Genista). Die Puppe überwintert.

## Gefährdung
Der Schwarzgesäumte Besenginsterspanner kommt in den deutschen Bundesländern in unterschiedlicher Anzahl vor, fehlt in einigen ostdeutschen Regionen und wird auf der Roten Liste gefährdeter Arten in Kategorie 3 (gefährdet) geführt.